# Вікно (інтерфейс)

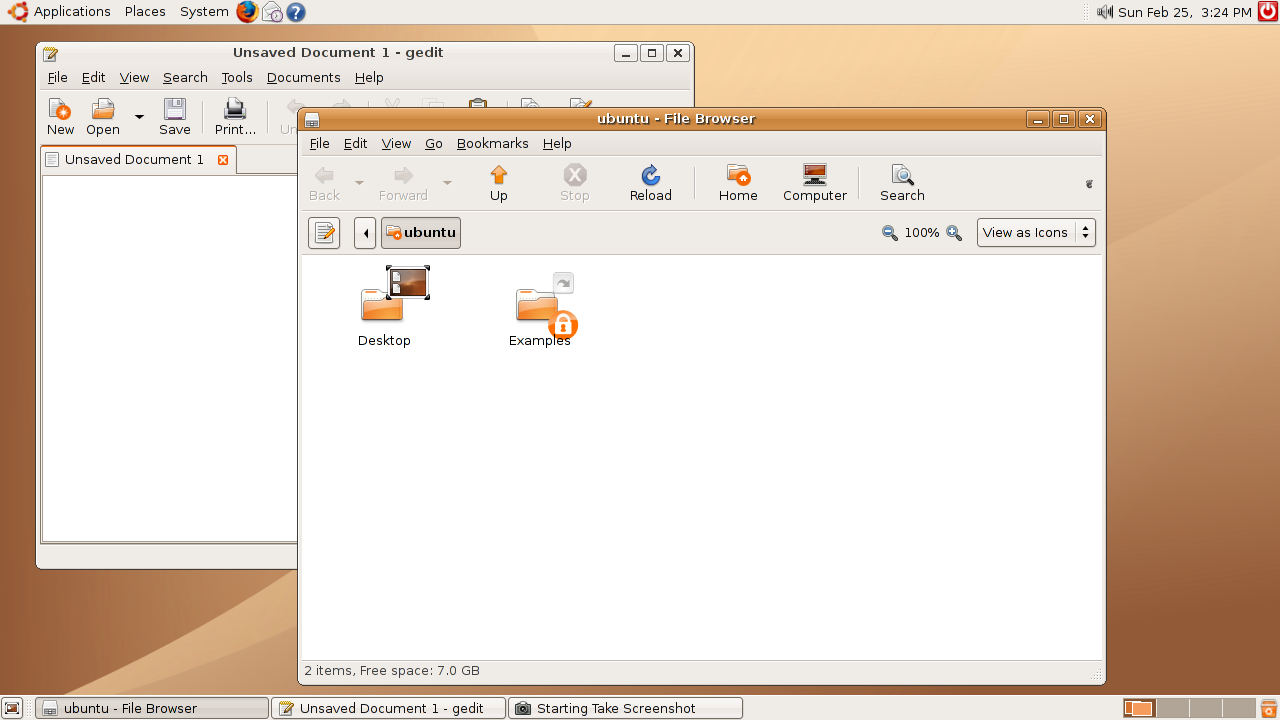
Приклад вікон в графічному інтерфейсі користувача — GNOME. Відображаються два вікна. Зауважте, що одне з них частково перекриває інше

В інформатиці, вікно — візуально окрема область екрана з певним інтерфейсом користувача. Зазвичай вікно має прямокутну форму. В ньому відображається ввід і, можливо, вивід для одного або декількох процесів.
Вікна з початку були пов'язані з графічним дисплеями, на яких вікнами можна управляти за допомогою курсора миші.
Графічний інтерфейс користувача (ГІК/GUI), що використовує вікна як одну зі своїх головних «метафор», називається «віконною системою».

## Властивості

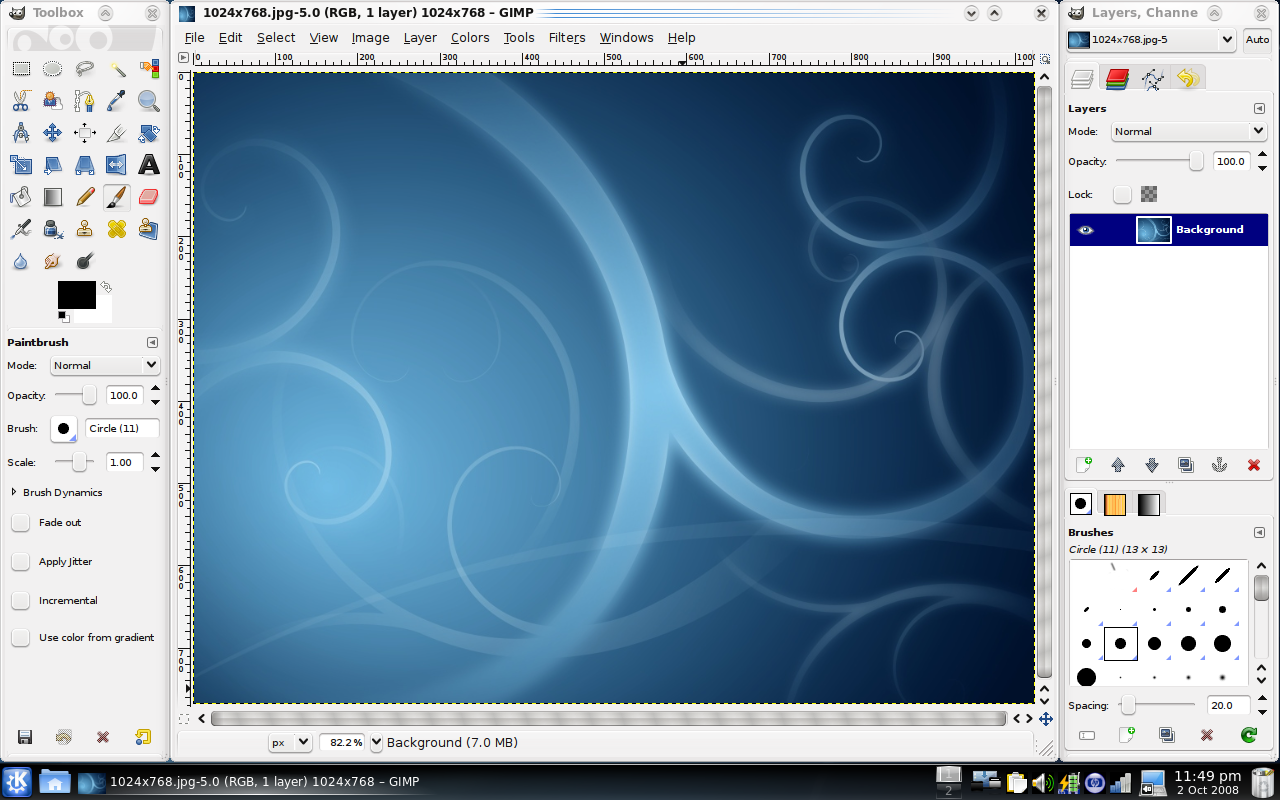
GIMP, багатовіконний застосунок для редагування растрової графіки

Вікна являють собою двовимірні об'єкти впорядковані на площині, яка зветься стільниця або робочий стіл. В сучасній віконній системі їх можна переміщати, змінювати розмір, згортати, розгортити або закривати.
Вікна зазвичай містять в собі інші графічні об'єкти, можливе включення панелей меню та інструментів, елементів керування, графіки і часто  робочої області. Зазвичай в робочій області відображається документ, картинка, вміст теки або інший головний об'єкт. Навколо робочої області в межах вікна, може бути багато інших менших областей вікна, їх іноді називають панелями, вони відображають важливу інформацію або опції. Робоча область здатна відображати тільки один оба одразу декілька головних об'єктів.
Застосунок може створювати більше ніж одне вікно на стільниці. Іноді дочірні вікна або діалоги з'являються попереду головного вікна, наприклад, діалоги збереження та відкриття файлів. Деякі програми створюють окремі вікна для кожного відкритого документу або картинки.
Коли одне вікно перекриває друге, вона зазвичай непрозоре, але нові віконні системи вже дозволяють таким вікнам бути напівпрозорими.

## Історія

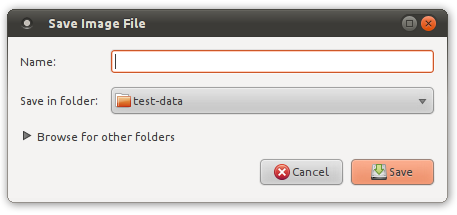
"Зберегти як..." файловий діалог в GTK+

Ідея була розроблена в Стенфордькому дослідницькому інституті (під керівництвом Дугласа Енгельбарта). Більш ранні системи підтримували багато вікон, але там не було очевидного способу показати межі вікон (такого як границі вікна, смужки з назвою і т.д.).
Досліди продовжились в корпорації Xerox в дослідницькому центрі в Пало-Альто (PARC (під керівництвом Алана Кея). Вони використовували вікна, що накладаються.
Протягом 1980х термін «WIMP», який означає вікно, іконка, меню, вказівний пристрій був введений в PARC.
Apple деякий час працював з PARC тоді. Apple розробив інтерфейс на основі інтерфейсу PARC. Спочатку він був використаний на комп'ютерах Lisa і потім на Macintosh. Microsoft в той час розробляла офісні застосунки під «Mac». Вони побудували свою віконну систему на основі системи Apple.

## Менеджери вікон
Частина віконної системи, що відповідає за віконні операції називається менеджер вікон.
Приклади деяких віконних систем:
- DEC Windows (для VMS)
- X Window System (для GNU & Unix подібних ОС)
- Microsoft Windows
- OpenWindows від Sun Microsystems